# Жузумдик (Келесский район)
Жузумдик (каз. Жүзімдік, до 2017 г. — Карла Маркса) — село в Келесском районе Туркестанской области Казахстана. Входит в состав Жузумдикского сельского округа. Код КАТО — 515459300.

## Население
В 1999 году население села составляло 2502 человека (1259 мужчин и 1243 женщины). По данным переписи 2009 года, в селе проживало 2586 человек (1331 мужчина и 1255 женщин).